# Fredericksburg (Ohio)
Fredericksburg és una població dels Estats Units a l'estat d'Ohio. Segons el cens del 2000 tenia 487 habitants.

## Demografia
Segons el cens del 2000, Fredericksburg tenia 487 habitants, 184 habitatges, i 128 famílies. La densitat de població era de 569,8 habitants per km².
Dels 184 habitatges en un 34,8% hi vivien nens de menys de 18 anys, en un 57,1% hi vivien parelles casades, en un 8,7% dones solteres, i en un 29,9% no eren unitats familiars. En el 26,6% dels habitatges hi vivien persones soles el 13% de les quals corresponia a persones de 65 anys o més que vivien soles. El nombre mitjà de persones vivint en cada habitatge era de 2,63 i el nombre mitjà de persones que vivien en cada família era de 3,21.
Per edats la població es repartia de la següent manera: un 28,7% tenia menys de 18 anys, un 9,2% entre 18 i 24, un 26,9% entre 25 i 44, un 21,4% de 45 a 60 i un 13,8% 65 anys o més.
L'edat mediana era de 36 anys. Per cada 100 dones de 18 o més anys hi havia 91,7 homes.
La renda mediana per habitatge era de 32.500 $ i la renda mediana per família de 40.156 $. Els homes tenien una renda mediana de 30.179 $ mentre que les dones 19.861 $. La renda per capita de la població era d'11.690 $. Aproximadament el 4,8% de les famílies i el 7,9% de la població estaven per davall del llindar de pobresa.

## Poblacions més properes
El següent diagrama mostra les poblacions més properes.